# Jacques Dimont
Jacques Dimont (Carvin, 1945. február 2. – Avignon, 1994. december 31.) olimpiai bajnok francia tőrvívó.